# Federico X de Zollern
Federico X de Zollern (en alemán: Friedrich X. von Zollern), apodado «Federico el Joven» o «el conde/príncipe negro» (Schwarzgraf) (siglo XIV - fallecido el 21 de junio de 1412) fue un noble germano, conde de Zollern desde 1377/79 hasta su muerte.

## Biografía
Federico era el hijo mayor del conde Federico IX de Hohenzollern y de su esposa Adelaida (fallecida después de 1385), hija del conde Burcardo V de Hohenberg-Wildenberg.
Federico consiguió una exemption del rey Wenceslao que liberaba a su condado de la jurisdicción de las cortes imperiales. En 1381, concluyó una alianza militar con el duque Leopoldo III de Austria. En 1386, Federico X luchó del lado austríaco en la batalla de Sempach. Más tarde medió entre Austria y las ciudades imperiales libres de Suabia y de Franconia.
En 1408, Federico se convirtió en el miembro principal de la Casa de Hohenzollern. En este papel, se ocupó de los asuntos internos de la dinastía y mantuvo la paz entre sus diversas ramas.
Federico se casó con Ana (fallecida en 1421), hija del conde Burcardo IX de Hohenberg-Nagold. El matrimonio no tuvo hijos. En consecuencia, la línea de los «condes Negros», fundada por su padre, se extinguió con su muerte. Legó la mayor parte de su patrimonio a su primo Federico XII. Ana, la viuda de Federico , se convirtió en priora de Reuthin.